# Labarna
Labarna (znan i kao Labarna I. u literaturi) (~1680. pr. Kr. - ~1650. pr. Kr.) bio je kralj Hetita.

## Životopis
Ne zna se tko su bili Labarnini roditelji. On je oženio princezu Tawannannu, kćer kralja PU-Šarrume, koji je imao sina Papaḫdilmaḫa. Budući da je on bio neposlušan ocu, ovaj je izabrao Labarnu, svog zeta, za nasljednika. Papaḫdilmaḫ je zavladao i borio se sa šogorom Labarnom, koji ga je pobijedio.
Hetiti su se uvijek sjećali Labarne kao velikog kralja te su uzeli njegovo ime za titulu. On je poslao svoje sinove da vladaju mnogim zemljama.
Naslijedio ga je Ḫattušili I., za kojeg se vjeruje da je bio sin Papaḫdilmaḫa, što je moguće, ali je sigurna jedna stvar: Ḫattušilijev tetak bio je Labarna.